# Campionato Primavera 2 2023-2024 (calcio femminile)
Il Campionato Primavera 2 2023-2024 è stata la seconda edizione del Campionato Primavera 2 Femminile, organizzata direttamente dalla FIGC e disputata tra il 16 settembre 2023 e il 5 maggio 2024. Il torneo, a cui hanno preso parte 14 delle squadre che hanno acquisito il titolo sportivo a partecipare ai campionati di Serie A 2023-2024 e Serie B 2023-2024, si è concluso con la vittoria del Como e del Napoli, al loro primo successo, che hanno anche conquistato la promozione al Campionato Primavera 1 per la stagione 2024-2025.

## Formula
Vi prendono parte 14 delle squadre partecipanti ai campionati di Serie A e Serie B. Esse sono suddivise in due gironi da sette squadre ciascuno, costituiti in base a criteri di vicinanza geografica. Il campionato si articola in due fasi:
- nella prima fase le squadre di ogni girone s'incontrano tra loro in gare d'andata e ritorno (con formato "simmetrico");
- nella seconda ed ultima fase le squadre s'incontrano nuovamente, ma stavolta in gara unica, con accoppiamenti e sedi differenti da quelli della prima fase.

Ogni squadra avrà dunque disputato 18 partite complessivamente, di cui 9 in casa e 9 in trasferta. Al termine del campionato, la prima squadra classificata di ogni girone (dunque per un totale di due squadre) verrà promossa al Campionato Primavera 1 della stagione successiva.

## Gironi

### Girone A

#### Squadre partecipanti
| Club            | Città                      |
| --------------- | -------------------------- |
| Academy Pavia   | Pavia                      |
| Brescia         | Brescia                    |
| ChievoVerona FM | San Zeno di Mozzecane (VR) |
| Como            | Como                       |
| Freedom         | Cuneo                      |
| Genoa           | Genova                     |
| Tavagnacco      | Tavagnacco (UD)            |

#### Classifica finale
|  | Pos. | Squadra         | Pt | G  | V  | N | P  | GF | GS | DR  |
|  | ---- | --------------- | -- | -- | -- | - | -- | -- | -- | --- |
|  | 1.   | Como            | 50 | 18 | 16 | 2 | 0  | 73 | 7  | +66 |
|  | 2.   | Brescia         | 40 | 18 | 13 | 1 | 4  | 68 | 23 | +45 |
|  | 3.   | Genoa           | 24 | 18 | 7  | 3 | 8  | 24 | 32 | -8  |
|  | 4.   | ChievoVerona FM | 24 | 18 | 7  | 3 | 8  | 28 | 32 | -4  |
|  | 5.   | Freedom         | 17 | 18 | 5  | 2 | 11 | 20 | 49 | -29 |
|  | 6.   | Academy Pavia   | 13 | 18 | 3  | 4 | 11 | 13 | 46 | -33 |
|  | 7.   | Tavagnacco      | 13 | 18 | 4  | 1 | 13 | 9  | 46 | -37 |

Legenda:
      Promossa in Campionato Primavera 1 2024-2025.
Note:
Tre punti a vittoria, uno a pareggio, zero a sconfitta.

#### Risultati prima fase: andata e ritorno
|                 | Aca  | Bre  | Chi  | Com  | Fre  | Gen  | Tav  |
| --------------- | ---- | ---- | ---- | ---- | ---- | ---- | ---- |
| Academy Pavia   | –––– | 1-2  | 1-1  | 0-4  | 2-2  | 1-1  | 1-0  |
| Brescia         | 6-0  | –––– | 3-4  | 0-5  | 9-0  | 9-1  | 5-0  |
| ChievoVerona FM | 1-1  | 0-4  | –––– | 1-2  | 3-2  | 0-0  | 5-0  |
| Como            | 10-0 | 3-0  | 2-0  | –––– | 3-0  | 2-0  | 9-0  |
| Freedom         | 0-2  | 0-3  | 2-1  | 2-2  | –––– | 3-0  | 1-0  |
| Genoa           | 2-0  | 0-5  | 2-0  | 1-1  | 2-1  | –––– | 3-0  |
| Tavagnacco      | 1-0  | 2-6  | 1-0  | 0-2  | 2-0  | 0-3  | ---- |

#### Risultati seconda fase: gara unica
|                 | Aca  | Bre  | Chi  | Com  | Fre  | Gen  | Tav  |
| --------------- | ---- | ---- | ---- | ---- | ---- | ---- | ---- |
| Academy Pavia   | –––– | 0-3  | 0-3  |      |      |      | 2-1  |
| Brescia         |      | –––– | 4-0  | 2-4  |      | 3-1  |      |
| ChievoVerona FM |      |      | –––– | 0-6  | 4-0  | 3-2  |      |
| Como            | 3-0  |      |      | –––– | 7-0  |      | 5-1  |
| Freedom         | 3-2  | 2-4  |      |      | –––– |      | 2-0  |
| Genoa           | 3-0  |      |      | 0-3  | 3-0  | –––– |      |
| Tavagnacco      |      | 0-0  | 0-2  |      |      | 1-0  | ---- |

### Girone B

#### Squadre partecipanti
| Club       | Città                       |
| ---------- | --------------------------- |
| Bologna    | Bologna                     |
| Cesena     | Savignano sul Rubicone (FC) |
| Napoli     | Napoli                      |
| Pomigliano | Pomigliano d'Arco (NA)      |
| Ravenna    | Ravenna                     |
| Res Roma   | Roma                        |
| Ternana    | Terni                       |

#### Classifica finale
|  | Pos. | Squadra    | Pt | G  | V  | N | P  | GF | GS  | DR   |
|  | ---- | ---------- | -- | -- | -- | - | -- | -- | --- | ---- |
|  | 1.   | Napoli     | 49 | 18 | 16 | 1 | 1  | 72 | 18  | +54  |
|  | 2.   | Cesena     | 37 | 18 | 11 | 4 | 3  | 48 | 17  | +31  |
|  | 3.   | Res Roma   | 36 | 18 | 12 | 0 | 6  | 52 | 21  | +31  |
|  | 4.   | Pomigliano | 26 | 18 | 7  | 5 | 6  | 28 | 21  | +7   |
|  | 5.   | Bologna    | 20 | 18 | 5  | 5 | 8  | 30 | 34  | -4   |
|  | 6.   | Ternana    | 11 | 18 | 3  | 2 | 13 | 27 | 35  | -8   |
|  | 7.   | Ravenna    | 1  | 18 | 0  | 1 | 17 | 7  | 118 | -111 |

Legenda:
      Promossa in Campionato Primavera 1 2024-2025.
Note:
Tre punti a vittoria, uno a pareggio, zero a sconfitta.

#### Risultati prima fase: andata e ritorno
|            | Bol  | Ces  | Nap  | Pom  | Rav  | Res  | Ter  |
| ---------- | ---- | ---- | ---- | ---- | ---- | ---- | ---- |
| Bologna    | –––– | 1-1  | 1-6  | 1-1  | 2-2  | 1-5  | 3-2  |
| Cesena     | 1-0  | –––– | 0-0  | 2-1  | 4-0  | 1-0  | 4-0  |
| Napoli     | 1-0  | 2-0  | ---- | 4-3  | 11-0 | 2-1  | 4-1  |
| Pomigliano | 0-0  | 1-1  | 1-2  | –––– | 3-0  | 1-0  | 2-1  |
| Ravenna    | 0-8  | 2-8  | 0-10 | 0-2  | –––– | 2-10 | 0-6  |
| Res Roma   | 2-0  | 1-4  | 1-4  | 0-1  | 8-0  | –––– | 2-1  |
| Ternana    | 1-2  | 0-4  | 1-2  | 1-1  | 5-0  | 0-1  | ---- |

#### Risultati seconda fase: gara unica
|            | Bol  | Ces  | Nap  | Pom  | Rav  | Res  | Ter  |
| ---------- | ---- | ---- | ---- | ---- | ---- | ---- | ---- |
| Bologna    | –––– |      | 2-5  | 1-1  |      | 0-4  |      |
| Cesena     | 2-1  | –––– |      |      | 10-0 |      | 1-1  |
| Napoli     |      | 4-3  | –––– |      | 8-0  |      | 2-1  |
| Pomigliano |      | 0-2  | 0-3  | –––– |      |      | 2-0  |
| Ravenna    | 0-6  |      |      | 0-7  | –––– | 0-5  |      |
| Res Roma   |      | 3-0  | 3-2  | 3-1  |      | –––– |      |
| Ternana    | 0-1  |      |      |      | 5-1  | 1-3  | ---- |